# クオモのパラドックス
クオモのパラドックス（英: Cuomo's Paradox）は、疾患の発症リスクを下げると考えられている要因が、その疾患がすでに存在する場合には中立的または有害な影響を示すことがあるという観察である。この現象は、過体重や肥満、適量のアルコール摂取、血中コレステロール値の上昇などで報告されている。
この用語は、生物医学研究者ラファエル・E・クオモが本現象を記述した Journal of Nutrition の論文を発表したことに由来する。
2025年8月、スペインのレオノール王女に帰属されるInstagramアカウントで紹介されたことを契機に、Redditやブログなどのソーシャルメディアで広く議論が行われ、概念が一般に知られるようになった。
クオモのパラドックスは、健康な人々向けの予防ガイドラインと、既存疾患を抱える患者向けの生存ガイドラインを区別する精密栄養の必要性を強調する議論を促している。